# 3681 Боян
3681 Боян (3681 Boyan) — астероїд головного поясу, відкритий 27 серпня 1974 року.
Тіссеранів параметр щодо Юпітера — 3,617.